# Elecciones municipales de Lima de 2014
Las elecciones municipales de Lima de 2014 se llevaron a cabo el 5 de octubre de 2014 para elegir al Alcalde Metropolitano y al Concejo Metropolitano de Lima para el periodo 2015-2018. La elección se celebró simultáneamente con elecciones regionales y municipales (provinciales y distritales) en todo el país.
Se utilizó el voto electrónico en 5 distritos de Lima Metropolitana: San Bartolo, Pucusana, Punta Negra, Punta Hermosa y Santa María del Mar.
La elección municipal de Lima Metropolitana estuvo disputada por 13 candidatos. Luis Castañeda Lossio obtuvo el primer lugar, siendo así reelecto para desempeñar el cargo de alcalde de Lima Metropolitana.

## Sistema electoral
La Municipalidad Metropolitana de Lima es el órgano administrativo y de gobierno de la provincia de Lima. Está compuesta por el Alcalde Metropolitano, el Concejo Provincial y la Asamblea Metropolitana. Es la única municipalidad no adscrita a algún gobierno regional, ya que la provincia de Lima posee un régimen especial en su condición de capital de la República.
La votación del alcalde y el concejo se realiza con base en el sufragio universal, que comprende a todos los ciudadanos nacionales mayores de dieciocho años, empadronados y residentes en la provincia de Lima y en pleno goce de sus derechos políticos, así como a los ciudadanos no nacionales residentes y empadronados en la provincia de Lima.
El Concejo Metropolitano de Lima está compuesto por 39 regidores elegidos por sufragio directo para un período de cuatro (4) años, en forma conjunta con la elección del Alcalde Metropolitano (quien lo preside). La votación es por lista cerrada y bloqueada. Se asigna a la lista ganadora los escaños según el método d'Hondt o la mitad más uno, lo que más le favorezca.

## Composición del Concejo Metropolitano de Lima
La siguiente tabla muestra la composición del Concejo Metropolitano de Lima antes de las elecciones.
| Partidos | Partidos                  | Regidores |
| -------- | ------------------------- | --------- |
|          | Partido Popular Cristiano | 18        |
|          | Somos Perú                | 7         |
|          | Siempre Unidos            | 3         |
|          | Restauración Nacional     | 2         |
|          | Perú Posible              | 2         |
|          | Acción Popular            | 2         |
|          | Tierra y Dignidad         | 2         |
|          | Fuerza Social             | 1         |
|          | Cambio Radical            | 1         |
|          | Partido Humanista Peruano | 1         |

## Partidos y candidatos
A continuación se muestra una lista de los principales partidos y alianzas electorales que participaron en la elección:
| Candidatura | Candidatura | Partidos y alianzas                              | Candidatos | Candidatos                        | Ideología                                                          | Resultado previo | Resultado previo | Ref. |
| Candidatura | Candidatura | Partidos y alianzas                              | Candidatos | Candidatos                        | Ideología                                                          | Votos (%)        | Reg.             | Ref. |
| ----------- | ----------- | ------------------------------------------------ | ---------- | --------------------------------- | ------------------------------------------------------------------ | ---------------- | ---------------- | ---- |
|             | PPC         | Lista - Partido Popular Cristiano (PPC)          |            | Jaime Zea Usca                    | Democracia cristiana Conservadurismo social Liberalismo económico  | 37.55%           | 13               |      |
|             | SP          | Lista - Somos Perú (SP)                          |            | Nora Bonifaz Carmona              | Democracia cristiana Conservadurismo social                        | 4.24%            | 1                |      |
|             | AP          | Lista - Acción Popular (AP)                      |            | Edmundo del Águila Herrera        | Partido atrapalotodo                                               | 2.02%            | 0                |      |
|             | SU          | Lista - Siempre Unidos (SU)                      |            | Felipe Castillo Alfaro            | Partido atrapalotodo                                               | 3.38%            | 0                |      |
|             | APP         | Lista - Alianza para el Progreso (APP)           |            | Guillermo Arteta Izarnótegui      | Liberalismo económico Conservadurismo liberal Populismo de derecha | 1.06%            | 0                |      |
|             | DD          | Lista - Democracia Directa (Perú) (DD)           |            | Álex Gonzáles Castillo            | Socialismo Nacionalismo de izquierda Ecologismo                    | 0.97%            | 0                |      |
|             | APRA        | Lista - Partido Aprista Peruano (APRA)           |            | Enrique Cornejo Ramírez           | Aprismo                                                            | Nuevo            | Nuevo            |      |
|             | SN          | Lista - Solidaridad Nacional (SN)                |            | Luis Castañeda Lossio             | Conservadurismo liberal Liberalismo económico                      | Nuevo            | Nuevo            |      |
|             | PHP         | Lista - Partido Humanista Peruano (PHP)          |            | Moisés Mieses Valencia            | Humanismo Socialismo Ecosocialismo                                 | Nuevo            | Nuevo            |      |
|             | FP          | Lista - Fuerza Popular (FP)                      |            | Alberto Sánchez-Aizcorbe Carranza | Fujimorismo Conservadurismo social Populismo de derecha            | Nuevo            | Nuevo            |      |
|             | PPS         | Lista - Perú Patria Segura (PPS)                 |            | Salvador Heresi Chicoma           | Conservadurismo liberal Liberalismo económico                      | Nuevo            | Nuevo            |      |
|             | VP          | Lista - Vamos Perú (VP)                          |            | Fernán Altuve-Febres Lores        | Populismo Socialdemocracia                                         | Nuevo            | Nuevo            |      |
|             | IND         | Lista - Lista Independiente N° 1 Diálogo Vecinal |            | Susana Villarán de la Puente      | Localismo limeño Progresismo                                       | Nuevo            | Nuevo            |      |

## Campaña

### Lemas de campaña
| Candidatos | Candidatos                        | Partido político                         | Lema de campaña                          | Ref. |
| ---------- | --------------------------------- | ---------------------------------------- | ---------------------------------------- | ---- |
|            | Jaime Zea Usca                    | Partido Popular Cristiano                | ¡Sabemos y podemos!                      |      |
|            | Nora Bonifaz Carmona              | Somos Perú                               |                                          |      |
|            | Felipe Castillo Alfaro            | Siempre Unidos                           |                                          |      |
|            | Edmundo del Águila Herrera        | Acción Popular                           | Siempre Lima                             |      |
|            | Guillermo Arteta Izarnótegui      | Alianza para el Progreso                 | Orden y Punto                            |      |
|            | Álex Gonzáles Castillo            | Democracia Directa                       | Drones para los ladrones                 |      |
|            | Enrique Cornejo Ramírez           | Partido Aprista Peruano                  | Lima sin delincuencia                    |      |
|            | Luis Castañeda Lossio             | Solidaridad Nacional                     | Vuelven las obras                        |      |
|            | Moisés Mieses Valencia            | Partido Humanista Peruano                | Un nuevo rostro para la alcaldía de Lima |      |
|            | Salvador Heresi Chicoma           | Perú Patria Segura                       | La esperanza ya viene                    |      |
|            | Alberto Sánchez-Aizcorbe Carranza | Fuerza Popular                           | Sonríe, viene lo mejor para Lima         |      |
|            | Fernán Altuve-Febres Lores        | Vamos Perú                               |                                          |      |
|            | Susana Villarán de la Puente      | Lista Independiente N° 1 Diálogo Vecinal | Sí se atreve                             |      |

### Programa electoral
En el tema de transporte, 8 candidatos se comprometieron en la creación de una Autoridad Autónoma del transporte. En el tema de inclusión social y gobernabilidad, 10 candidatos se comprometieron en establecer el Proyecto Educativo Metropolitano, reducir la anemia, así como promocionar un programa de vivienda popular y la creación de un comité anticorrupción. En el tema de transparencia, 13 candidatos se comprometieron en cumplimiento de la ley de transparencia, el acceso a la información y resguardar las libertades de expresión.
| Tema                                      | EA             | GA             | AG             | AS             | EC             | MM             | JZ             | LC             | SH             | FC             | SV             | NB             | FA             |
| Administración                            | Administración | Administración | Administración | Administración | Administración | Administración | Administración | Administración | Administración | Administración | Administración | Administración | Administración |
| ----------------------------------------- | -------------- | -------------- | -------------- | -------------- | -------------- | -------------- | -------------- | -------------- | -------------- | -------------- | -------------- | -------------- | -------------- |
| Licitaciones a organismos internacionales |                |                |                |                |                |                |                |                |                |                |                |                | No             |
| Medio ambiente y Saneamiento              |                |                |                |                |                |                |                |                |                |                |                |                |                |
| Impuesto Ambiental                        |                |                |                |                |                |                | Sí             |                |                |                |                |                |                |
| Participación en SEDAPAL                  | Sí             |                |                |                |                |                |                |                |                |                |                |                | Sí             |
| Transporte                                |                |                |                |                |                |                |                |                |                |                |                |                |                |
| Autoridad del transporte                  | Sí             | Sí             |                |                | Sí             | Sí             |                |                | Sí             | Sí             | Sí             | Sí             | Sí             |
| Pico y placa                              | Sí             |                |                |                |                |                |                |                |                |                |                | Sí             | Sí             |
| Subsidios                                 |                |                |                |                |                |                | Sí             | Sí             |                |                | Sí             |                |                |
| Seguridad ciudadana                       |                |                |                |                |                |                |                |                |                |                |                |                |                |
| Aplicación del plan Bratton               |                |                |                |                |                |                |                |                |                |                | Sí             | Sí             |                |
| Social                                    |                |                |                |                |                |                |                |                |                |                |                |                |                |
| Zona Roja                                 |                |                |                |                | Sí             |                |                | No             | Sí             | No             |                | No             |                |

### Debates electorales
El 4 de agosto, 12 de los 13 candidatos a la alcaldía suscribieron el pacto ético electoral para realizar una campaña en marco de la democracia y valores así como realizar debates.
El primer debate se realizó el 21 de agosto organizado por el Colegio de Periodistas de Lima en la Biblioteca Nacional del Perú, el cual fue emitido por TV Perú y América Televisión. En él participaron 12 candidatos. El moderador del debate fue el decano del Colegio de Periodistas de Lima, Max Obregón y el empresario Nano Guerra García mientras las preguntas fueron realizadas por 13 periodistas. Los temas tratados en el debate fueron seguridad ciudadana y desarrollo empresarial.
El segundo debate se realizó el 24 de septiembre organizado por el diario El Comercio. El moderador del debate fue el director periodístico Juan Paredes Castro.
El tercer debate se realizó el 28 de septiembre organizado por el Jurado Nacional de Elecciones en el Hotel Westin, el cual fue emitido por Radio Programas del Perú TV, TV Perú y Frecuencia Latina. El moderador del debate fue el periodista José María Salcedo. El debate se desarrolló en tres partes: la primera, un bloque sobre la "Visión de ciudad"; la segunda, una rueda de preguntas y respuestas entre cinco duplas y un trío de candidatos y el último, el mensaje final. También tuvo lugar previamente un debate técnico entre las agrupaciones.
| Detalles                 | Detalles                                                            | Detalles                    | Detalles             | Detalles                           | Detalles | Participantes P Presente A Ausente NI No invitado | Participantes P Presente A Ausente NI No invitado | Participantes P Presente A Ausente NI No invitado | Participantes P Presente A Ausente NI No invitado | Participantes P Presente A Ausente NI No invitado | Participantes P Presente A Ausente NI No invitado | Participantes P Presente A Ausente NI No invitado | Participantes P Presente A Ausente NI No invitado | Participantes P Presente A Ausente NI No invitado | Participantes P Presente A Ausente NI No invitado | Participantes P Presente A Ausente NI No invitado | Participantes P Presente A Ausente NI No invitado | Participantes P Presente A Ausente NI No invitado |
| Fecha                    | Organizador                                                         | Sede                        | Lugar                | Moderador/a/es                     | Panelistas | Luis Castañeda                                    | Susana Villarán                                   | Salvador Heresi                                   | Enrique Cornejo                                   | Nora Bonifaz                                      | Fernán Altuve                                     | Alberto Sánchez-Aizcorbe                          | Jaime Zea                                         | Felipe Castillo                                   | Edmundo del Águila                                | Guillermo Arteta                                  | Alex Gonzáles                                     | Moisés Mieses                                     |
| ------------------------ | ------------------------------------------------------------------- | --------------------------- | -------------------- | ---------------------------------- | --- | ------------------------------------------------- | ------------------------------------------------- | ------------------------------------------------- | ------------------------------------------------- | ------------------------------------------------- | ------------------------------------------------- | ------------------------------------------------- | ------------------------------------------------- | ------------------------------------------------- | ------------------------------------------------- | ------------------------------------------------- | ------------------------------------------------- | ------------------------------------------------- |
| 21 de agosto de 2014     | Colegio de Periodistas de Lima Asociación Nacional de Emprendedores | Biblioteca Nacional         | San Borja, Lima      | Max Obregón Hernando Guerra-García | Cecilia Valenzuela, David Rivera, Alberto Ku King, José María Salcedo, Jesús Jiménez, César Campos, Rubén Sánchez, Pedro Tenorio, Diana Seminario, Enrique Chávez, Juan Álvarez, Milagros Leiva, Rafael Romero | A                                                 | P                                                 | P                                                 | P                                                 | P                                                 | P                                                 | P                                                 | P                                                 | P                                                 | P                                                 | P                                                 | P                                                 | P                                                 |
| 24 de septiembre de 2014 | El Comercio                                                         | Hall Central de El Comercio | Centro de Lima, Lima | Juan Paredes Castro                | Diana Seminario, Martín Acosta, Enrique Pasquel, Enrique Planas, Fernando Vivas. | P                                                 | P                                                 | P                                                 | P                                                 | P                                                 | P                                                 | P                                                 | P                                                 | P                                                 | P                                                 | P                                                 | P                                                 | P                                                 |
| 28 de septiembre de 2014 | Jurado Nacional de Elecciones                                       | Hotel Westin                | San Isidro, Lima     | José María Salcedo                 | N/A | P                                                 | P                                                 | P                                                 | P                                                 | P                                                 | P                                                 | P                                                 | P                                                 | P                                                 | P                                                 | P                                                 | P                                                 | P                                                 |

### Gastos electorales
Según los registros de la ONPE, los gastos efectuados por los candidatos municipales de la elección de 2014, fueron los siguientes:
- Edmundo del Águila: S/.97.319
- Guillermo Arteta: S/.6'792.640
- Álex Gonzáles: No presentó
- Alberto Sánchez: S/.1'106,660
- Enrique Cornejo: S/.785,750
- Moisés Mieses: S/.264,794
- Jaime Zea: S/.303,883
- Luis Castañeda: S/.22,003
- Salvador Heresi: S/.711,263
- Felipe Castillo: S/.251,733
- Susana Villarán: S/.1'099,987[39]
- Nora Bonifaz: S/.451, 258
- Fernán Altuve: S/.623,598

## Sondeos de opinión
Las siguientes tablas enumeran las estimaciones de la intención de voto en orden cronológico inverso, mostrando las más recientes primero y utilizando las fechas en las que se realizó el trabajo de campo de la encuesta. Cuando se desconocen las fechas del trabajo de campo, se proporciona la fecha de publicación.
Leyenda:
     Sondeo realizado en el periodo de prohibición legal de la difusión de sondeos de intención de voto.

### Intención de voto
La siguiente tabla enumera las estimaciones ponderadas (sin incluir votos en blanco y nulos) de la intención de voto.
|                                       |                   |      |      |      |      |      |     |     |     |     |      |  |  |  |
| Elecciones municipales de 2014        | 5 oct 2014        | —    | 50.8 | 17.6 | 10.6 | 5.9  | 2.7 | 2.5 | 2.1 | 2.0 | 33.2 |  |  |  |
|                                       |                   |      |      |      |      |      |     |     |     |     |      |  |  |  |
| Ipsos Perú/América                    | 5 oct 2014        | ?    | 50.1 | 17.7 | 10.9 | 6.0  | 2.6 | 2.5 | 2.2 | 2.0 | 32.4 |  |  |  |
| Datum Internacional/Frecuencia Latina | 5 oct 2014        | ?    | 47.5 | 18.8 | 10.4 | 6.4  | –   | –   | –   | –   | 28.7 |  |  |  |
| Ipsos Perú/América                    | 5 oct 2014        | ?    | 48.4 | 15.6 | 12.3 | 6.5  | 3.1 | 3.5 | 2.1 | 2.3 | 32.8 |  |  |  |
| Datum Internacional/Frecuencia Latina | 5 oct 2014        | ?    | 48.8 | 20.0 | 12.3 | 6.3  | 1.9 | 2.1 | –   | 1.7 | 28.8 |  |  |  |
| CPI/ATV                               | 5 oct 2014        | ?    | 50.3 | 17.5 | 13.0 | 6.1  | 2.8 | –   | –   | –   | 32.8 |  |  |  |
| Ipsos Perú                            | 4 oct 2014        | 4140 | 46.6 | 14.9 | 12.3 | 6.3  | 3.4 | 4.2 | 2.4 | 2.8 | 31.7 |  |  |  |
| Ipsos Perú                            | 1 oct 2014        | ?    | 50.0 | 12.0 | 12.0 | 6.0  | –   | –   | –   | –   | 38.0 |  |  |  |
| CPI/RPP                               | 20–27 sep 2014    | 7050 | 59.7 | 4.8  | 11.5 | 7.7  | 2.4 | 2.5 | 3.6 | 2.4 | 48.2 |  |  |  |
| Ipsos Perú                            | 26 sep 2014       | 887  | 59.0 | 6.0  | 14.0 | 7.0  | 3.0 | 3.0 | 1.0 | 2.0 | 45.0 |  |  |  |
| GfK/La República                      | 26 sep 2014       | 1030 | 55.0 | 4.0  | 11.0 | 8.0  | 4.0 | 5.0 | 2.0 | 4.0 | 44.0 |  |  |  |
| Datum Internacional/Frecuencia Latina | 24–26 sep 2014    | 500  | 55.8 | 4.4  | 12.4 | 7.6  | 3.1 | 4.0 | 3.1 | –   | 43.4 |  |  |  |
| GfK/La República                      | 21–23 sep 2014    | 700  | 59.6 | 4.5  | 18.0 | 10.1 | –   | –   | –   | –   | 41.6 |  |  |  |
| Ipsos Perú/América                    | 13–17 sep 2014    | 927  | 56.0 | 6.0  | 13.0 | 9.0  | 2.0 | 3.0 | 2.0 | 3.0 | 43.0 |  |  |  |
| CPI/RPP                               | 13–17 sep 2014    | 800  | 65.6 | 4.3  | 11.1 | 10.2 | 1.4 | –   | 3.6 | –   | 54.5 |  |  |  |
| Datum Internacional/Frecuencia Latina | 13–16 sep 2014    | ?    | 56.5 | 6.7  | 11.2 | 9.2  | 3.2 | 2.5 | 2.2 | 2.2 | 45.3 |  |  |  |
| Ipsos Perú/El Comercio                | 9–11 sep 2014     | 514  | 67.1 | 3.8  | 12.7 | 10.1 | –   | –   | –   | –   | 54.4 |  |  |  |
| Datum Internacional/Frecuencia Latina | 6–10 sep 2014     | ?    | 50.1 | 6.1  | 9.8  | 10.1 | 4.0 | 4.6 | 3.7 | 5.8 | 40.0 |  |  |  |
| GfK/La República                      | 8–9 sep 2014      | 700  | 63.0 | 2.5  | 14.8 | 14.8 | 1.2 | –   | 1.2 | –   | 48.2 |  |  |  |
| CPI/RPP                               | 2–6 sep 2014      | 800  | 63.3 | 4.1  | 10.2 | 10.9 | 2.3 | 1.3 | 3.7 | 1.6 | 52.4 |  |  |  |
| Datum Internacional/Frecuencia Latina | 30 ago–3 sep 2014 | 501  | 51.7 | 3.2  | 10.3 | 7.7  | 6.0 | 5.2 | 3.5 | 7.0 | 41.4 |  |  |  |
| Ipsos Perú/América                    | 30 ago–2 sep 2014 | 1019 | 61.3 | 3.8  | 15.0 | 7.5  | 2.5 | 1.3 | 3.8 | 1.3 | 46.3 |  |  |  |
| IECOS/UNI                             | 29 ago 2014       | 600  | 52.4 | 3.7  | 17.1 | 12.2 | 1.2 | 1.2 | 1.2 | –   | 35.3 |  |  |  |
| GfK/La República                      | 24–27 ago 2014    | 700  | 62.3 | 2.6  | 16.9 | 7.8  | 2.6 | –   | 2.6 | –   | 45.4 |  |  |  |
| Ipsos Perú/El Comercio                | 12–14 ago 2014    | 543  | 71.3 | 3.8  | 10.0 | 6.3  | 1.3 | 1.3 | 3.8 | –   | 61.3 |  |  |  |
| Datum Internacional/Frecuencia Latina | 1–5 ago 2014      | 414  | 70.2 | 1.2  | 13.1 | 6.0  | 1.2 | 1.2 | 2.4 | 0.6 | 57.1 |  |  |  |
| GfK/La República                      | 20–23 jul 2014    | 699  | 70.1 | –    | 14.3 | 7.8  | –   | –   | –   | –   | 55.8 |  |  |  |
| CPI/RPP                               | 17–23 jul 2014    | 800  | 62.8 | 2.6  | 11.3 | 6.5  | 4.2 | 2.3 | 3.8 | 2.0 | 51.5 |  |  |  |
| Ipsos Perú/El Comercio                | 10–11 jul 2014    | 533  | 67.1 | 3.8  | 12.7 | 7.6  | 1.3 | 1.3 | 2.5 | 1.3 | 54.4 |  |  |  |
| Datum Internacional/Frecuencia Latina | 4–9 jul 2014      | 411  | 72.0 | 1.2  | 9.8  | 6.1  | 0.6 | 2.4 | 2.4 | 1.2 | 62.2 |  |  |  |
| GfK/La República                      | 22–25 jun 2014    | 467  | 73.0 | –    | 14.9 | 8.1  | –   | –   | –   | –   | 58.1 |  |  |  |
| Ipsos Perú/El Comercio                | 10–12 jun 2014    | 522  | 64.1 | 1.3  | 11.5 | 9.0  | 1.3 | –   | 3.8 | –   | 52.6 |  |  |  |
| CPI/RPP                               | 4–6 jun 2014      | 600  | 55.9 | 3.7  | 7.3  | 5.4  | 5.2 | 2.5 | 6.5 | 5.7 | 48.6 |  |  |  |
| Datum Internacional/Frecuencia Latina | 30 may–4 jun 2014 | 412  | 70.2 | 1.2  | 9.5  | 7.1  | 1.2 | –   | –   | –   | 60.7 |  |  |  |
| Ipsos Perú/El Comercio                | 13–16 may 2014    | 459  | 62.9 | 1.3  | 9.0  | 6.4  | –   | –   | –   | –   | 53.9 |  |  |  |
| Datum Internacional/Frecuencia Latina | 2–7 may 2014      | 446  | 69.3 | 2.3  | 9.1  | 9.1  | 1.1 | –   | –   | –   | 60.2 |  |  |  |
| Ipsos Perú/El Comercio                | 13–16 abr 2014    | 459  | 62.8 | 2.6  | 5.1  | 6.4  | 1.3 | –   | –   | –   | 56.4 |  |  |  |
| Datum Internacional/Frecuencia Latina | 4–8 abr 2014      | 411  | 67.1 | 1.2  | 8.2  | 12.9 | 0.6 | –   | –   | –   | 54.2 |  |  |  |
| CPI/RPP                               | 29 mar–2 abr 2014 | 500  | 61.1 | 4.1  | –    | 7.9  | –   | –   | –   | –   | 53.2 |  |  |  |
| Ipsos Perú/El Comercio                | 11–14 mar 2014    | 455  | 62.3 | –    | 5.2  | 6.5  | 1.3 | –   | –   | –   | 55.8 |  |  |  |
| Datum Internacional/Frecuencia Latina | 28 feb–5 mar 2014 | 411  | 54.8 | –    | 7.1  | 6.0  | –   | –   | –   | –   | 47.7 |  |  |  |
| Ipsos Perú/El Comercio                | 13–14 feb 2014    | 483  | 59.0 | –    | 9.0  | 5.1  | –   | –   | –   | –   | 50.0 |  |  |  |
| Datum Internacional/Frecuencia Latina | 31 ene–4 feb 2014 | 415  | 66.3 | –    | 5.6  | 11.2 | –   | –   | –   | –   | 55.1 |  |  |  |
| Ipsos Perú/El Comercio                | 15–17 ene 2014    | 464  | 60.3 | –    | 10.3 | 9.0  | –   | –   | –   | –   | 50.0 |  |  |  |
| Datum Internacional/Frecuencia Latina | 9–13 ene 2014     | 411  | 72.5 | –    | 4.4  | 8.8  | –   | –   | –   | –   | 63.7 |  |  |  |
| Ipsos Perú/El Comercio                | 13–15 nov 2013    | 446  | 58.9 | –    | 9.6  | 5.5  | –   | –   | –   | –   | 49.3 |  |  |  |
| Datum Internacional/Frecuencia Latina | 1–5 nov 2013      | 412  | 65.2 | –    | 7.9  | 5.6  | –   | –   | –   | –   | 57.3 |  |  |  |
| CPI/RPP                               | 19–24 oct 2013    | 500  | 60.1 | –    | 6.3  | –    | –   | –   | –   | –   | 53.8 |  |  |  |
| CPI/RPP                               | 25–30 may 2013    | 500  | 60.7 | –    | –    | 5.7  | –   | –   | –   | –   | 55.0 |  |  |  |

### Preferencias de voto
La siguiente tabla enumera las preferencias de voto en bruto (incluyendo blancos, viciados y sin respuesta) y no ponderadas.
| Encuestadora/Medio                    | Fecha             | Muestra | Luis Castañeda | Enrique Cornejo | Susana Villarán | Salvador Heresi | Alberto Sánchez-Aizcorbe | Jaime Zea | Felipe Castillo | Nora Bonifaz | B/V  | NS/NO | Dif. |  |  |  |  |
| ------------------------------------- | ----------------- | ------- | -------------- | --------------- | --------------- | --------------- | ------------------------ | --------- | --------------- | ------------ | ---- | ----- | ---- |  |  |  |  |
| Encuestadora/Medio                    | Fecha             | Muestra |                |                 |                 |                 |                          |           |                 |              |      |       |      |  |  |  |  |
| Elecciones municipales de 2014        | 5 oct 2014        | —       | 46.2           | 16.1            | 9.6             | 5.4             | 2.4                      | 2.2       | 1.9             | 1.8          | 9.0  | –     | 33.2 |  |  |  |  |
|                                       |                   |         |                |                 |                 |                 |                          |           |                 |              |      |       |      |  |  |  |  |
| Datum Internacional/Frecuencia Latina | 5 oct 2014        | ?       | 47.2           | 19.4            | 11.9            | 6.1             | 1.9                      | 2.1       | –               | 1.7          | 1.9  | –     | 27.8 |  |  |  |  |
| Ipsos Perú                            | 26 sep 2014       | 887     | 52             | 6               | 12              | 6               | 3                        | 2         | 1               | 2            | 11   | –     | 40   |  |  |  |  |
| Ipsos Perú                            | 26 sep 2014       | 887     | 54             | 5               | 13              | 9               | –                        | –         | –               | –            | 5    | 10    | 41   |  |  |  |  |
| GfK/La República                      | 26 sep 2014       | 1030    | 50             | 4               | 10              | 7               | 4                        | 4         | 4               | 2            | 10   | –     | 40   |  |  |  |  |
| Datum Internacional/Frecuencia Latina | 24–26 sep 2014    | 500     | 50.2           | 4.0             | 11.2            | 6.8             | 2.8                      | 3.6       | 2.8             | –            | 10.0 | –     | 39.0 |  |  |  |  |
| GfK/La República                      | 21–23 sep 2014    | 700     | 53             | 4               | 16              | 9               | –                        | –         | –               | –            | 4    | 7     | 37   |  |  |  |  |
| Ipsos Perú/América                    | 13–17 sep 2014    | 927     | 48             | 5               | 11              | 8               | 2                        | 2         | 2               | 2            | 14   | –     | 37   |  |  |  |  |
| Ipsos Perú/América                    | 13–17 sep 2014    | 927     | 50             | 5               | 11              | 9               | –                        | –         | –               | –            | 7    | 13    | 39   |  |  |  |  |
| CPI/RPP                               | 13–17 sep 2014    | 800     | 58.9           | 3.9             | 10.0            | 9.2             | 1.3                      | –         | 3.2             | –            | 7.6  | 2.6   | 48.9 |  |  |  |  |
| Ipsos Perú/El Comercio                | 9–11 sep 2014     | 514     | 53             | 3               | 10              | 8               | –                        | –         | –               | –            | 8    | 13    | 43   |  |  |  |  |
| GfK/La República                      | 8–9 sep 2014      | 700     | 51             | 2               | 12              | 12              | 1                        | –         | 1               | –            | 5    | 14    | 39   |  |  |  |  |
| CPI/RPP                               | 2–6 sep 2014      | 800     | 54.7           | 3.5             | 8.8             | 9.4             | 2.0                      | 1.1       | 3.2             | 1.4          | 11.4 | 2.2   | 45.3 |  |  |  |  |
| Datum Internacional/Frecuencia Latina | 30 ago–3 sep 2014 | 501     | 42.5           | 2.4             | 8.0             | 6.4             | 3.8                      | 3.8       | 1.6             | 4.6          | 3.6  | 17.4  | 34.5 |  |  |  |  |
| Datum Internacional/Frecuencia Latina | 30 ago–3 sep 2014 | 501     | 49.7           | 2.4             | 13.0            | 11.4            | 1.4                      | 1.2       | 1.6             | 0.6          | 4.0  | 11.6  | 36.7 |  |  |  |  |
| Ipsos Perú/América                    | 30 ago–2 sep 2014 | 1019    | 49             | 3               | 12              | 6               | 2                        | 1         | 3               | 1            | 7    | 13    | 37   |  |  |  |  |
| IECOS/UNI                             | 29 ago 2014       | 600     | 43             | 3               | 14              | 10              | 1                        | 1         | 1               | –            | 11   | 7     | 29   |  |  |  |  |
| GfK/La República                      | 24–27 ago 2014    | 700     | 48             | 2               | 13              | 6               | 2                        | –         | 2               | –            | 8    | 15    | 35   |  |  |  |  |
| Ipsos Perú/El Comercio                | 12–14 ago 2014    | 543     | 57             | 3               | 8               | 5               | 1                        | 1         | 3               | –            | 5    | 15    | 49   |  |  |  |  |
| Datum Internacional/Frecuencia Latina | 1–5 ago 2014      | 414     | 59             | 1               | 11              | 5               | 1                        | 1         | 2               | 0.5          | 4    | 12    | 48   |  |  |  |  |
| GfK/La República                      | 20–23 jul 2014    | 699     | 54             | –               | 11              | 6               | –                        | –         | –               | –            | 8    | 15    | 43   |  |  |  |  |
| CPI/RPP                               | 17–23 jul 2014    | 800     | 54.1           | 2.2             | 9.7             | 5.6             | 3.6                      | 2.0       | 3.3             | 1.7          | 12.4 | 1.4   | 44.4 |  |  |  |  |
| Ipsos Perú/El Comercio                | 10–11 jul 2014    | 533     | 53             | 3               | 10              | 6               | 1                        | 1         | 2               | 1            | 7    | 14    | 43   |  |  |  |  |
| Datum Internacional/Frecuencia Latina | 4–9 jul 2014      | 411     | 59             | 1               | 8               | 5               | 0.5                      | 2         | 2               | 1            | 3    | 15    | 51   |  |  |  |  |
| GfK/La República                      | 22–25 jun 2014    | 467     | 54             | –               | 11              | 6               | –                        | –         | –               | –            | 7    | 19    | 43   |  |  |  |  |
| Ipsos Perú/El Comercio                | 10–12 jun 2014    | 522     | 50             | 1               | 9               | 7               | 1                        | –         | 3               | –            | 8    | 14    | 41   |  |  |  |  |
| CPI/RPP                               | 4–6 jun 2014      | 600     | 49.8           | 3.3             | 6.5             | 4.8             | 4.6                      | 2.2       | 5.8             | 5.1          | 9.1  | 1.8   | 43.3 |  |  |  |  |
| Datum Internacional/Frecuencia Latina | 30 may–4 jun 2014 | 412     | 59             | 1               | 8               | 6               | 1                        | –         | –               | –            | 5    | 11    | 51   |  |  |  |  |
| Ipsos Perú/El Comercio                | 13–16 may 2014    | 459     | 49             | 1               | 7               | 5               | –                        | –         | –               | –            | 9    | 13    | 42   |  |  |  |  |
| Datum Internacional/Frecuencia Latina | 2–7 may 2014      | 446     | 61             | 2               | 8               | 8               | 1                        | –         | –               | –            | 4    | 8     | 53   |  |  |  |  |
| Ipsos Perú/El Comercio                | 13–16 abr 2014    | 459     | 49             | 2               | 4               | 5               | 1                        | –         | –               | –            | 10   | 12    | 44   |  |  |  |  |
| Datum Internacional/Frecuencia Latina | 4–8 abr 2014      | 411     | 57             | 1               | 7               | 11              | 0.5                      | –         | –               | –            | 6    | 9     | 46   |  |  |  |  |
| CPI/RPP                               | 29 mar–2 abr 2014 | 500     | 52.3           | 3.5             | –               | 6.8             | –                        | –         | –               | –            | 14.1 | 0.3   | 45.5 |  |  |  |  |
| Ipsos Perú/El Comercio                | 11–14 mar 2014    | 455     | 48             | –               | 4               | 5               | 1                        | –         | –               | –            | 14   | 9     | 43   |  |  |  |  |
| Datum Internacional/Frecuencia Latina | 28 feb–5 mar 2014 | 411     | 46             | –               | 6               | 5               | –                        | –         | –               | –            | 6    | 10    | 40   |  |  |  |  |
| Ipsos Perú/El Comercio                | 13–14 feb 2014    | 483     | 46             | –               | 7               | 4               | –                        | –         | –               | –            | 14   | 8     | 39   |  |  |  |  |
| Datum Internacional/Frecuencia Latina | 31 ene–4 feb 2014 | 415     | 59             | –               | 5               | 10              | –                        | –         | –               | –            | 4    | 7     | 49   |  |  |  |  |
| Ipsos Perú/El Comercio                | 15–17 ene 2014    | 464     | 47             | –               | 8               | 7               | –                        | –         | –               | –            | 14   | 8     | 39   |  |  |  |  |
| Datum Internacional/Frecuencia Latina | 9–13 ene 2014     | 411     | 66             | –               | 4               | 8               | –                        | –         | –               | –            | 3    | 6     | 58   |  |  |  |  |
| Ipsos Perú/El Comercio                | 13–15 nov 2013    | 446     | 43             | –               | 7               | 4               | –                        | –         | –               | –            | 10   | 17    | 36   |  |  |  |  |
| Datum Internacional/Frecuencia Latina | 1–5 nov 2013      | 412     | 58             | –               | 7               | 5               | –                        | –         | –               | –            | 5    | 6     | 51   |  |  |  |  |
| CPI/RPP                               | 19–24 oct 2013    | 500     | 48.1           | –               | 5.0             | –               | –                        | –         | –               | –            | 14.9 | 5.1   | 47.9 |  |  |  |  |
| CPI/RPP                               | 25–30 may 2013    | 500     | 52.9           | –               | –               | 5.0             | –                        | –         | –               | –            | 0.7  | 12.2  | 47.9 |  |  |  |  |

## Resultados

### Sumario general

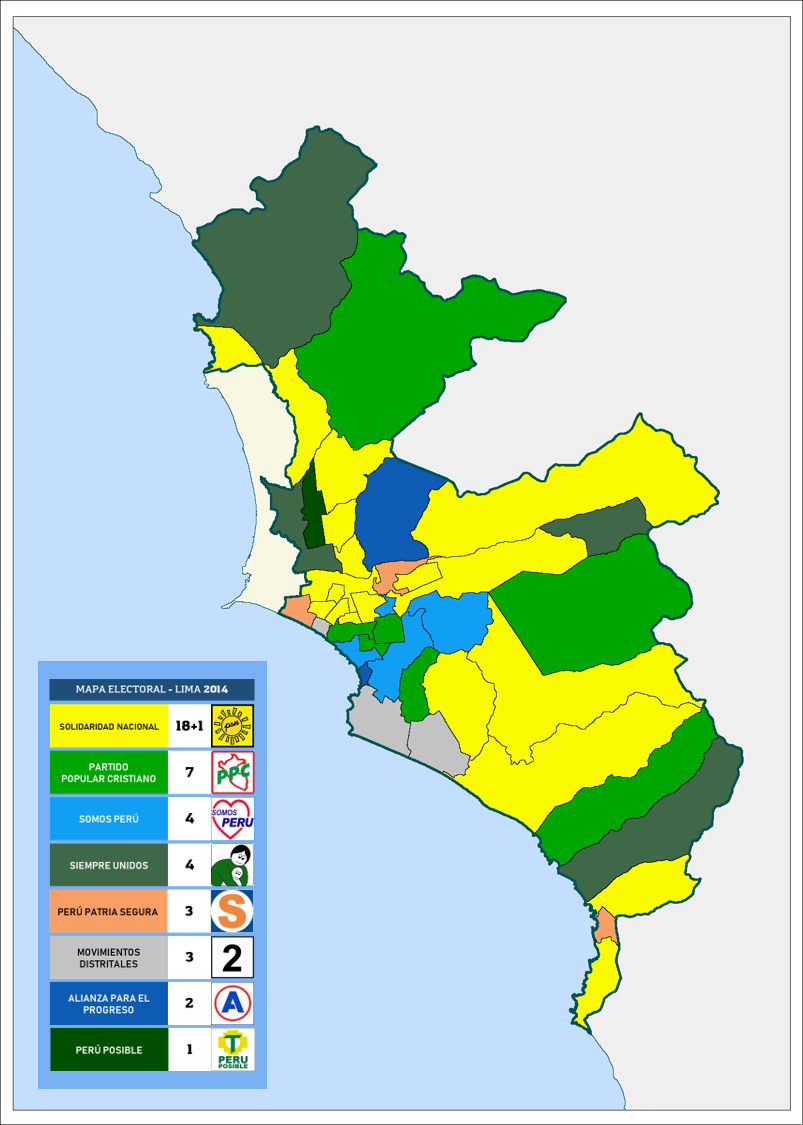
Elecciones municipales distritales de Lima de 2014.

| |                                          |              |              |              |           |           |  |  |
| Partidos y coaliciones                                                                               | Partidos y coaliciones                   | Voto popular | Voto popular | Voto popular | Regidores | Regidores |  |  |
| Partidos y coaliciones                                                                               | Partidos y coaliciones                   | Votos        | %            | ±pp          | Total     | +/−       |  |  |
| | Solidaridad Nacional (SN)                | 2,583,745    | 50.77        | Nuevo        | 23        | +23       |  |  |
| | Partido Aprista Peruano (APRA)           | 897,562      | 17.64        | n/a          | 8         | +8        |  |  |
| | Lista Independiente N° 1 Diálogo Vecinal | 538,139      | 10.57        | n/a          | 4         | +4        |  |  |
| | Perú Patria Segura (PPS)                 | 302,436      | 5.94         | Nuevo        | 2         | +2        |  |  |
| | Fuerza Popular (FP)                      | 135,364      | 2.66         | Nuevo        | 1         | +1        |  |  |
| | Partido Popular Cristiano (PPC)          | 124,974      | 2.46         | –35.09       | 1         | –12       |  |  |
| | Siempre Unidos (SU)                      | 105,959      | 2.08         | –1.30        | 0         | –1        |  |  |
| | Somos Perú (SP)                          | 102,586      | 2.02         | –2.22        | 0         | –1        |  |  |
| | Alianza para el Progreso (APP)           | 92,257       | 1.81         | +0.75        | 0         | ±0        |  |  |
| | Vamos Perú (VP)                          | 78,582       | 1.54         | Nuevo        | 0         | ±0        |  |  |
| | Acción Popular (AP)                      | 53,256       | 1.05         | –0.97        | 0         | ±0        |  |  |
| | Democracia Directa (DD)1                 | 44,220       | 0.87         | –0.10        | 0         | ±0        |  |  |
| | Partido Humanista Peruano (PHP)          | 29,977       | 0.59         | Nuevo        | 0         | ±0        |  |  |
| |                                          |              |              |              |           |           |  |  |
| Total                                                                                                | Total                                    | 5,089,057    |              |              | 39        | ±0        |  |  |
| |                                          |              |              |              |           |           |  |  |
| Votos válidos                                                                                        | Votos válidos                            | 5,089,057    | 91.03        | +1.99        |           |           |  |  |
| Votos en blanco                                                                                      | Votos en blanco                          | 126,485      | 2.26         | –1.62        |           |           |  |  |
| Votos nulos                                                                                          | Votos nulos                              | 375,146      | 6.71         | –0.37        |           |           |  |  |
| Votos emitidos                                                                                       | Votos emitidos                           | 5,590,688    | 84.49        | –1.93        |           |           |  |  |
| Abstenciones                                                                                         | Abstenciones                             | 1,025,895    | 15.51        | +1.93        |           |           |  |  |
| Votantes registrados                                                                                 | Votantes registrados                     | 6,616,583    |              |              |           |           |  |  |
| |                                          |              |              |              |           |           |  |  |
| Fuente:                                                                                              |                                          |              |              |              |           |           |  |  |
| Notas al pie: 1 Comparado con los resultados de Fonavistas del Perú (FDP) en las elecciones de 2010. |                                          |              |              |              |           |           |  |  |
| Notas al pie:                                                                                        |                                          |              |              |              |           |           |  |  |
| 1 Comparado con los resultados de Fonavistas del Perú (FDP) en las elecciones de 2010.               |                                          |              |              |              |           |           |  |  |

### Consejo Metropolitano de Lima
| Cargo                          | Autoridad electa                    | Partido político | Partido político                         |
| ------------------------------ | ----------------------------------- | ---------------- | ---------------------------------------- |
| Alcalde Metropolitano de Lima  | Luis Castañeda Lossio               |                  | Solidaridad Nacional                     |
| Regidora Metropolitana de Lima | Patricia Juárez Gallegos            |                  | Solidaridad Nacional                     |
| Regidora Metropolitana de Lima | Maribel Ramírez Gallegos            |                  | Solidaridad Nacional                     |
| Regidor Metropolitano de Lima  | Luis Enrique Tord Romero            |                  | Solidaridad Nacional                     |
| Regidor Metropolitano de Lima  | Carlos Canales Anchorena            |                  | Solidaridad Nacional                     |
| Regidor Metropolitano de Lima  | José Tisoc Lindley                  |                  | Solidaridad Nacional                     |
| Regidor Metropolitano de Lima  | Pierino Bruno Stucchi López-Raygada |                  | Solidaridad Nacional                     |
| Regidor Metropolitano de Lima  | Guillermo Valdivieso Méndez         |                  | Solidaridad Nacional                     |
| Regidor Metropolitano de Lima  | Christopher Castillo Calderón       |                  | Solidaridad Nacional                     |
| Regidor Metropolitano de Lima  | Rubén Cano Altez                    |                  | Solidaridad Nacional                     |
| Regidora Metropolitana de Lima | Fabiola Morales Castillo            |                  | Solidaridad Nacional                     |
| Regidor Metropolitano de Lima  | Augusto Miyashiro Ushikubo          |                  | Solidaridad Nacional                     |
| Regidor Metropolitano de Lima  | Adolfo Arrieta Köhler               |                  | Solidaridad Nacional                     |
| Regidora Metropolitana de Lima | Auristela Obando Morgan             |                  | Solidaridad Nacional                     |
| Regidora Metropolitana de Lima | Verónica Becerra Estremadoyro       |                  | Solidaridad Nacional                     |
| Regidora Metropolitana de Lima | Shadia Elizabeth Valdez Tejada      |                  | Solidaridad Nacional                     |
| Regidor Metropolitano de Lima  | Wilder Ruiz Silva                   |                  | Solidaridad Nacional                     |
| Regidora Metropolitana de Lima | Gina Casanova Mera                  |                  | Solidaridad Nacional                     |
| Regidor Metropolitano de Lima  | Celso Saavedra Sobrados             |                  | Solidaridad Nacional                     |
| Regidor Metropolitano de Lima  | Miguel Vassallo Sánchez             |                  | Solidaridad Nacional                     |
| Regidor Metropolitano de Lima  | Martín D'Azevedo García             |                  | Solidaridad Nacional                     |
| Regidor Metropolitano de Lima  | Juan Ricardo Piroja Ramos           |                  | Solidaridad Nacional                     |
| Regidor Metropolitano de Lima  | Álex José Samaniego Pletikosyć      |                  | Solidaridad Nacional                     |
| Regidor Metropolitano de Lima  | José Collantes Díaz                 |                  | Solidaridad Nacional                     |
| Regidor Metropolitano de Lima  | Luis Jiménez Borra                  |                  | Partido Aprista Peruano                  |
| Regidora Metropolitana de Lima | Evelin Orcón Huamán                 |                  | Partido Aprista Peruano                  |
| Regidora Metropolitana de Lima | Andrea Gloria Urrutia Arias         |                  | Partido Aprista Peruano                  |
| Regidor Metropolitano de Lima  | Juan Marticorena Pérez              |                  | Partido Aprista Peruano                  |
| Regidor Metropolitano de Lima  | Efraín Quino Tello                  |                  | Partido Aprista Peruano                  |
| Regidor Metropolitano de Lima  | Moisés Karls Rojas Ramos            |                  | Partido Aprista Peruano                  |
| Regidor Metropolitano de Lima  | Manuel Arturo Zapata Vásquez        |                  | Partido Aprista Peruano                  |
| Regidora Metropolitana de Lima | Dhioskora Karín Díaz Claudio        |                  | Partido Aprista Peruano                  |
| Regidor Metropolitano de Lima  | Augusto Rey Hernández de Agüero     |                  | Lista Independiente N° 1 Diálogo Vecinal |
| Regidora Metropolitana de Lima | Rocío Andrade Botteri               |                  | Lista Independiente N° 1 Diálogo Vecinal |
| Regidor Metropolitano de Lima  | Hernán Núñez Gonzales               |                  | Lista Independiente N° 1 Diálogo Vecinal |
| Regidora Metropolitana de Lima | Pilar Freitas Alvarado              |                  | Lista Independiente N° 1 Diálogo Vecinal |
| Regidor Metropolitano de Lima  | Jaime Salinas López-Torres          |                  | Perú Patria Segura                       |
| Regidor Metropolitano de Lima  | Jorge Lira Pinto                    |                  | Perú Patria Segura                       |
| Regidor Metropolitano de Lima  | Marco Miyashiro Arashiro            |                  | Fuerza Popular                           |
| Regidor Metropolitano de Lima  | Rafael Yamashiro Oré                |                  | Partido Popular Cristiano                |

## Elecciones municipales distritales

### Sumario general
| | Solidaridad Nacional (SN)                | 1,346,706 | 28.13 | Nuevo  | 18 | +18 |  |  |
| | Partido Popular Cristiano (PPC)          | 558,563   | 11.67 | –11.30 | 7  | –8  |  |  |
| | Somos Perú (SP)                          | 416,397   | 8.70  | –1.70  | 4  | –1  |  |  |
| | Siempre Unidos (SU)                      | 314,803   | 6.58  | –3.20  | 4  | –1  |  |  |
| | Alianza para el Progreso (APP)           | 292,818   | 6.12  | +3.28  | 2  | +2  |  |  |
| | Perú Patria Segura (PPS)1                | 291,924   | 6.10  | +5.31  | 3  | +3  |  |  |
| | Fuerza Popular (FP)                      | 253,741   | 5.30  | Nuevo  | 0  | ±0  |  |  |
| | Partido Aprista Peruano (APRA)           | 204,915   | 4.28  | +0.68  | 0  | –2  |  |  |
| | Perú Posible (PP)                        | 197,136   | 4.12  | –3.02  | 1  | –1  |  |  |
| | Lista Independiente N° 1 Diálogo Vecinal | 185,146   | 3.87  | n/a    | 0  | ±0  |  |  |
| | Vamos Perú (VP)                          | 101,612   | 2.12  | Nuevo  | 0  | ±0  |  |  |
| | Acción Popular (AP)                      | 99,782    | 2.08  | +0.22  | 0  | –1  |  |  |
| | Democracia Directa (DD)2                 | 59,330    | 1.24  | ±0.00  | 0  | ±0  |  |  |
| | Restauración Nacional (RN)               | 52,670    | 1.10  | –4.64  | 0  | –1  |  |  |
| | Partido Humanista Peruano (PHP)          | 37,889    | 0.79  | –0.35  | 0  | ±0  |  |  |
| | Unión por el Perú (UPP)                  | 31,599    | 0.66  | –0.19  | 0  | –1  |  |  |
| | Frente Amplio (FA)                       | 6,611     | 0.14  | Nuevo  | 0  | ±0  |  |  |
| | Partido Nacionalista Peruano (PNP)       | 757       | 0.02  | n/a    | 0  | ±0  |  |  |
| | Listas independientes distritales        | 335,108   | 7.00  | n/a    | 3  | ±0  |  |  |
| |                                          |           |       |        |    |     |  |  |
| Total | Total                                    | 4,787,507 |       |        | 42 | ±0  |  |  |
| |                                          |           |       |        |    |     |  |  |
| Votos válidos | Votos válidos                            | 4,787,507 | 89.65 | +2.52  |    |     |  |  |
| Votos en blanco | Votos en blanco                          | 192,553   | 3.61  | –1.19  |    |     |  |  |
| Votos nulos | Votos nulos                              | 360,044   | 6.74  | –1.33  |    |     |  |  |
| Votos emitidos | Votos emitidos                           | 5,340,104 | 84.62 | –1.92  |    |     |  |  |
| Abstenciones | Abstenciones                             | 970,714   | 15.38 | +1.92  |    |     |  |  |
| Votantes registrados | Votantes registrados                     | 6,310,818 |       |        |    |     |  |  |
| |                                          |           |       |        |    |     |  |  |
| Fuente: |                                          |           |       |        |    |     |  |  |
| Notas al pie: 1 Comparado con los resultados de Cambio 90 (C90) en las elecciones de 2010. 2 Comparado con los resultados de Fonavistas del Perú (FDP) en las elecciones de 2010. |                                          |           |       |        |    |     |  |  |
| Notas al pie: |                                          |           |       |        |    |     |  |  |
| 1 Comparado con los resultados de Cambio 90 (C90) en las elecciones de 2010. 2 Comparado con los resultados de Fonavistas del Perú (FDP) en las elecciones de 2010.               |                                          |           |       |        |    |     |  |  |

### Resultados por distrito
La siguiente tabla enumera el control de los distritos de la provincia de Lima. El cambio de mando de una organización política se resalta del color de ese partido.
| Distritos               | Alcalde(sa) titular               | Partido político | Partido político              | Alcalde(sa) electo(a)            | Partido político | Partido político              |
| ----------------------- | --------------------------------- | ---------------- | ----------------------------- | -------------------------------- | ---------------- | ----------------------------- |
| Ancón                   | John Barrera Bernui               |                  | Unión por el Perú             | Felipe Arakaki Shapiama          |                  | Siempre Unidos                |
| Ate                     | Óscar Benavides Majino            |                  | Somos Perú                    | Óscar Benavides Majino           |                  | Solidaridad Nacional          |
| Barranco                | Jessica Vargas Gómez              |                  | Partido Popular Cristiano     | Antonio Mezarina Tong            |                  | Alianza para el Progreso      |
| Breña                   | José Gordillo Abad                |                  | Partido Aprista Peruano       | Ángel Wu Huapaya                 |                  | Solidaridad Nacional          |
| Carabayllo              | Rafael Álvarez Espinoza           |                  | Partido Popular Cristiano     | Rafael Álvarez Espinoza          |                  | Partido Popular Cristiano     |
| Chaclacayo              | Alfredo Valcárcel Cahen           |                  | Cambio Radical                | Miguel Aponte Jurado             |                  | Siempre Unidos                |
| Chorrillos              | Augusto Miyashiro Yamashiro       |                  | Más Obras y Desarrollo Social | Augusto Miyashiro Yamashiro      |                  | Más Obras y Desarrollo Social |
| Cieneguilla             | Emilio Chávez Huaringa            |                  | Partido Popular Cristiano     | Emilio Chávez Huaringa           |                  | Partido Popular Cristiano     |
| Comas                   | Nicolás Kusunoki Fuero            |                  | Siempre Unidos                | Miguel Saldaña Reátegui          |                  | Solidaridad Nacional          |
| El Agustino             | Víctor Salcedo Ríos               |                  | Partido Popular Cristiano     | Richard Soria Fuerte             |                  | Perú Patria Segura            |
| Independencia           | Evans Sifuentes Ocaña             |                  | Partido Popular Cristiano     | Evans Sifuentes Ocaña            |                  | Solidaridad Nacional          |
| Jesús María             | Enrique Ocrospoma Pella           |                  | Partido Popular Cristiano     | Carlos Bringas Claeyssen         |                  | Solidaridad Nacional          |
| La Molina               | Juan Carlos Zurek Pardo-Figueroa  |                  | Somos Perú                    | Juan Carlos Zurek Pardo-Figueroa |                  | Somos Perú                    |
| La Victoria             | Alberto Sánchez-Aizcorbe Carranza |                  | Partido Popular Cristiano     | Elías Cuba Bautista              |                  | Solidaridad Nacional          |
| Lince                   | Fortunato Príncipe Laines         |                  | Partido Popular Cristiano     | Fortunato Príncipe Laines        |                  | Solidaridad Nacional          |
| Los Olivos              | Felipe Castillo Alfaro            |                  | Siempre Unidos                | Pedro del Rosario Ramírez        |                  | Perú Posible                  |
| Lurigancho              | Luis Bueno Quino                  |                  | Cambio Radical                | Luis Bueno Quino                 |                  | Solidaridad Nacional          |
| Lurín                   | Jorge Marticorena Cuba            |                  | Partido Aprista Peruano       | José Arakaki Nakamine            |                  | Solidaridad Nacional          |
| Magdalena del Mar       | Francis Allison Oyague            |                  | Magdalena Avanza              | Francis Allison Oyague           |                  | Magdalena Avanza              |
| Miraflores              | Jorge Muñoz Wells                 |                  | Somos Perú                    | Jorge Muñoz Wells                |                  | Somos Perú                    |
| Pachacámac              | Hugo Ramos Lescano                |                  | Restauración Nacional         | Hugo Ramos Lescano               |                  | Solidaridad Nacional          |
| Pucusana                | Pedro Florián Huari               |                  | Cambio Radical                | Pedro Florián Huari              |                  | Solidaridad Nacional          |
| Pueblo Libre            | Rafael Santos Normand             |                  | Partido Popular Cristiano     | Jhonel Leguía Jamis              |                  | Solidaridad Nacional          |
| Puente Piedra           | Esteban Monzón Fernández          |                  | Siempre Unidos                | Milton Jiménez Salazar           |                  | Solidaridad Nacional          |
| Punta Hermosa           | Guillermo Fernández Otero         |                  | Partido Popular Cristiano     | Guillermo Fernández Otero        |                  | Partido Popular Cristiano     |
| Punta Negra             | Silvana Prado Trujillo            |                  | Somos Perú                    | Willington Ojeda Guerra          |                  | Siempre Unidos                |
| Rímac                   | Enrique Peramás Díaz              |                  | Somos Perú                    | Enrique Peramás Díaz             |                  | Solidaridad Nacional          |
| San Bartolo             | Jorge Barthelmess Camino          |                  | San Bartolo Solidario         | Jorge Barthelmess Camino         |                  | Solidaridad Nacional          |
| San Borja               | Marco Álvarez Vargas              |                  | Partido Popular Cristiano     | Marco Álvarez Vargas             |                  | Partido Popular Cristiano     |
| San Isidro              | Raúl Cantella Salaverry           |                  | Partido Popular Cristiano     | Manuel Velarde Dellepiane        |                  | Partido Popular Cristiano     |
| San Juan de Lurigancho  | Carlos Burgos Horna               |                  | Partido Popular Cristiano     | Juan Navarro Jiménez             |                  | Alianza para el Progreso      |
| San Juan de Miraflores  | Néstor Pilco Pilco                |                  | Cambio Radical                | Javier Altamirano Coquis         |                  | Partido Popular Cristiano     |
| San Luis                | Ricardo Castro Sierra             |                  | Cambio Radical                | Ronald Fuertes Vega              |                  | Somos Perú                    |
| San Martín de Porres    | Freddy Ternero Corrales           |                  | Partido Popular Cristiano     | Adolfo Mattos Piaggio            |                  | Siempre Unidos                |
| San Miguel              | Salvador Heresi Chicoma           |                  | Cambio Radical                | Eduardo Bless Cabrejas           |                  | Perú Patria Segura            |
| Santa Anita             | Leonor Chumbimune Cajahuaringa    |                  | Siempre Unidos                | Leonor Chumbimune Cajahuaringa   |                  | Solidaridad Nacional          |
| Santa María del Mar     | Viviana Roda Scheuch de Arias     |                  | Acción Popular                | Marwan Kahhat Abedrabbo          |                  | Perú Patria Segura            |
| Santa Rosa              | Pablo Chegni Melgarejo            |                  | Siempre Unidos                | Carlos Arce Arias                |                  | Solidaridad Nacional          |
| Santiago de Surco       | Roberto Gómez Baca                |                  | Somos Perú                    | Roberto Gómez Baca               |                  | Somos Perú                    |
| Surquillo               | José Huamaní Gonzales             |                  | Partido Popular Cristiano     | José Huamaní Gonzales            |                  | Partido Popular Cristiano     |
| Villa El Salvador       | Santiago Mozo Quispe              |                  | Perú Posible                  | Guido Iñigo Peralta              |                  | Villa Cambia                  |
| Villa María del Triunfo | Silvia Barrera Vásquez            |                  | Perú Posible                  | Carlos Palomino Arias            |                  | Solidaridad Nacional          |